# Château de la Ferté (Indre)
Pour les articles homonymes, voir Château de la Ferté et La Ferté (homonymie).
Le château de la Ferté est un château français situé sur le territoire de la commune de Reuilly, dans le département de l'Indre, en région Centre-Val de Loire ; dit aussi La Ferté-(sous)-Reuilly, et jadis La Ferté-Gilbert.

## Histoire
La construction du château a débuté en 1656 sous la direction de l'architecte Mansart.
L'édifice est inscrit au titre des monuments historiques, le 19 mai 1944, puis le 27 juin 1967.
L'édifice est classé au titre des monuments historiques, le 20 mai 1986,.

## Galerie de photographies

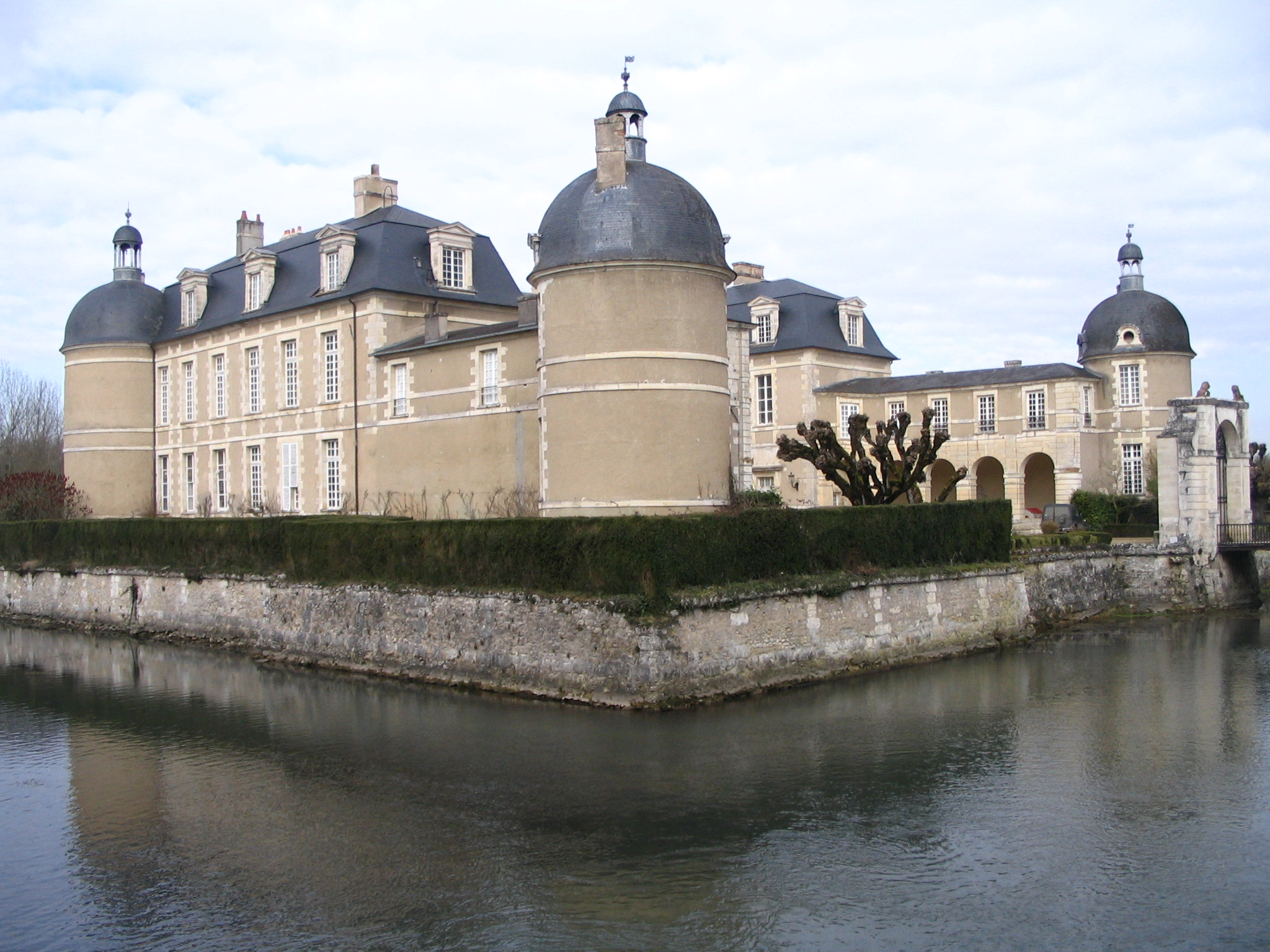
Le château, en 2009.
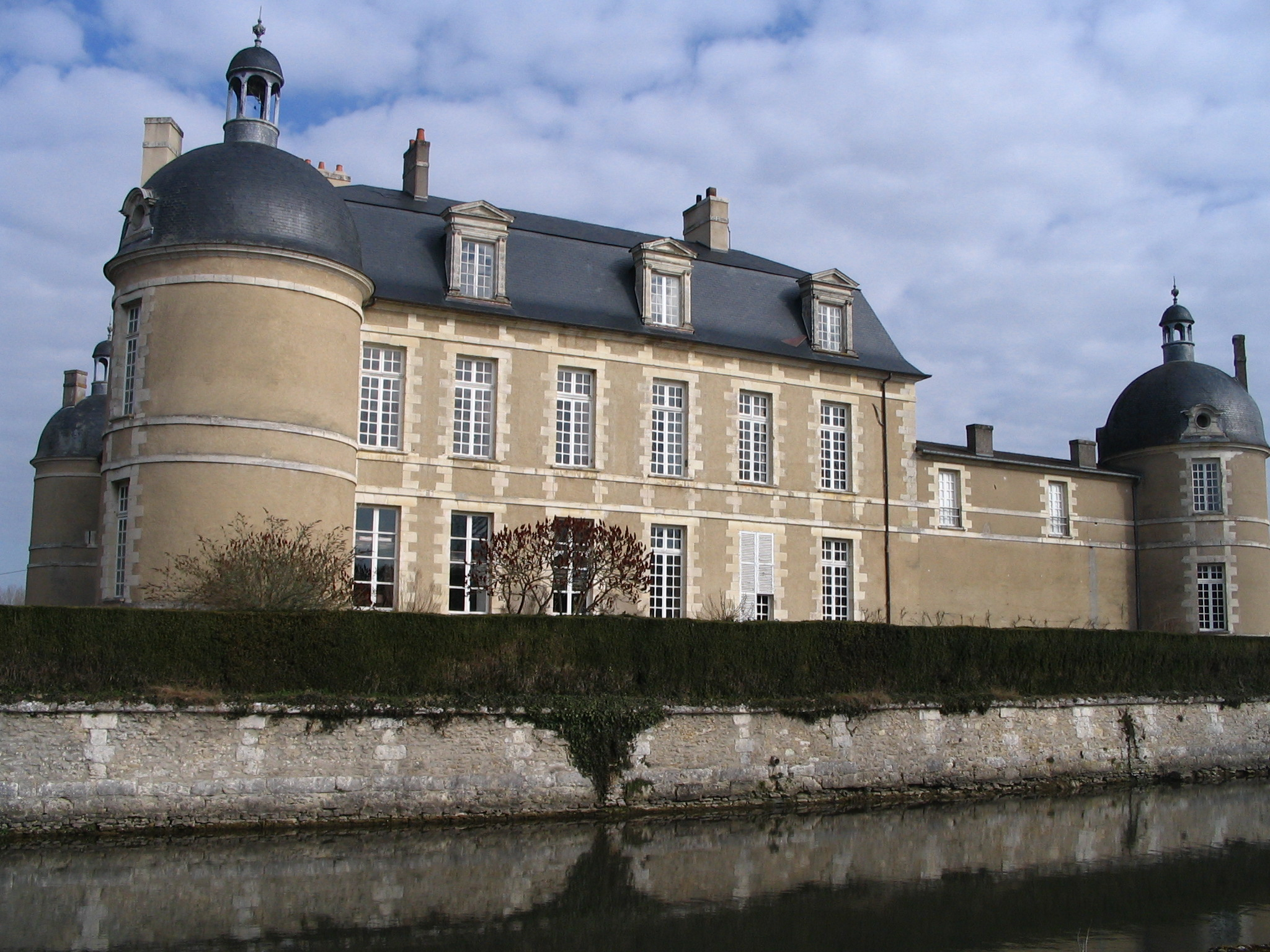
Le château, en 2009.
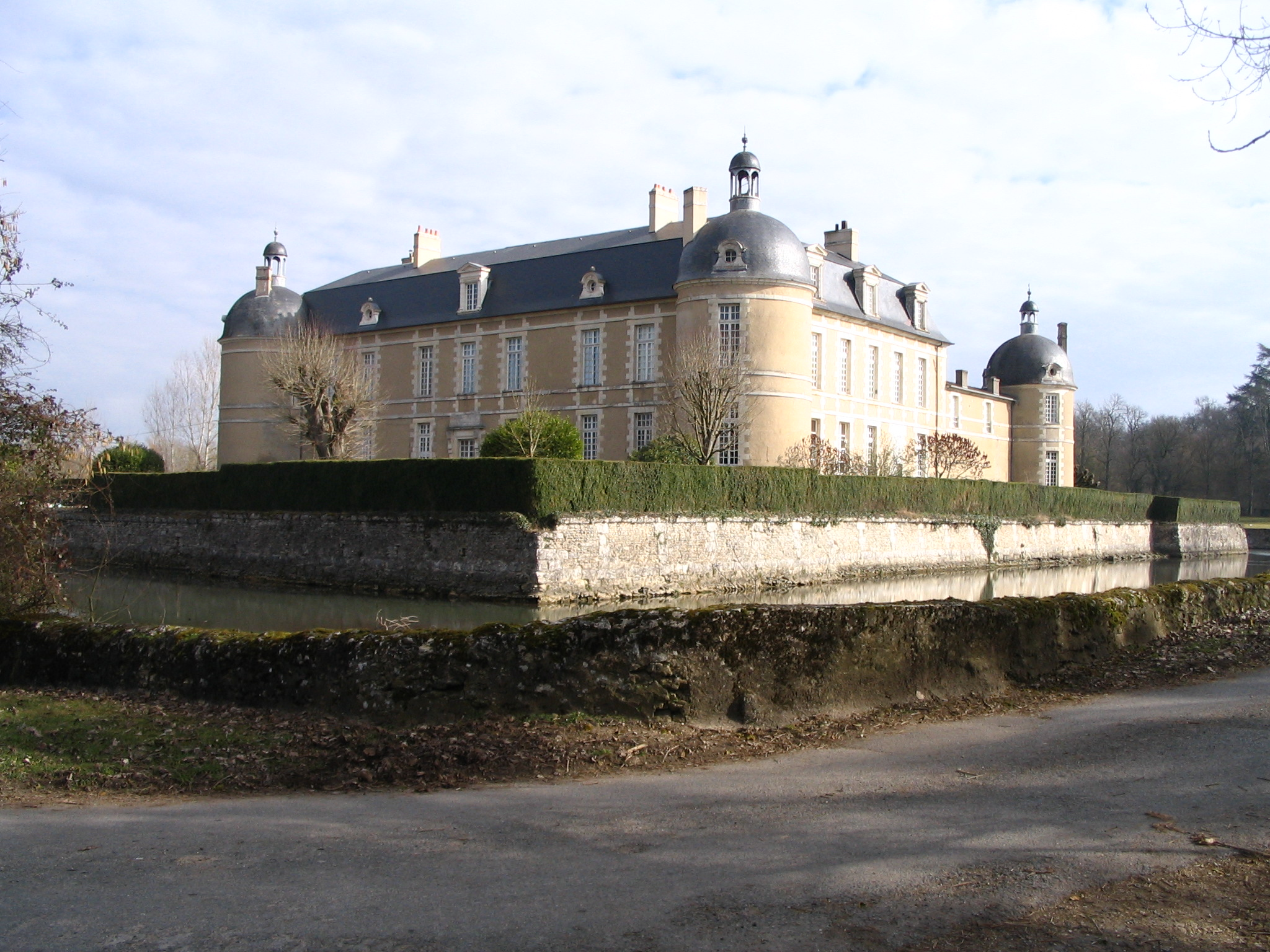
Le château, en 2009.